# Fred Schwengel

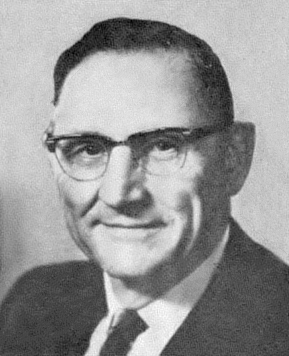
Fred Schwengel (1971)

Frederick Delbert Schwengel (* 28. Mai 1906 bei Sheffield, Franklin County, Iowa; † 1. April 1993 in Arlington, Virginia) war ein US-amerikanischer Politiker. Zwischen 1955 und 1965 sowie nochmals von 1967 bis 1973 vertrat er den Bundesstaat Iowa im US-Repräsentantenhaus.

## Werdegang
Fred Schwengel besuchte die öffentlichen Schulen seiner Heimat und danach bis 1930 das Northeast Missouri Teacher’s College in Kirkville (Missouri). Zwischen 1933 und 1935 studierte er an der University of Iowa. Gleichzeitig unterrichtete er von 1930 bis 1937 die Fächer Sport, Geschichte und politische Wissenschaften in Shelbina und Kirkville. Von 1929 bis 1936 war er auch Mitglied der Nationalgarde von Missouri. Zwischen 1937 und 1954 war Schwengel in Davenport (Iowa) in der Versicherungsbranche tätig.
Politisch war Schwengel Mitglied der Republikanischen Partei. Zwischen 1945 und 1955 war er Abgeordneter im Repräsentantenhaus von Iowa. 1954 wurde er im ersten Wahlbezirk von Iowa in das US-Repräsentantenhaus in Washington, D.C. gewählt, wo er am 3. Januar 1955 die Nachfolge von Thomas E. Martin antrat. Nach vier Wiederwahlen konnte er bis zum 3. Januar 1965 fünf zusammenhängende Legislaturperioden im Kongress absolvieren. Da er bei den Wahlen des Jahres 1964 dem Demokraten John R. Schmidhauser unterlag, musste er sein Mandat an diesen abtreten. Zwei Jahre später konnte er bei den Kongresswahlen seinen Sitz gegen Schmidthauser zurückgewinnen und dann zwischen dem 3. Januar 1967 und dem 3. Januar 1973 drei weitere Legislaturperioden im US-Repräsentantenhaus verbringen. Bei den Wahlen des Jahres 1972 verlor er gegen den Demokraten Edward Mezvinsky.
Bereits im Jahr 1962 hatte Fred Schwengel die Capitol Hill Historical Society gegründet, deren erster Präsident er zwischen 1962 und seinem Tod im Jahr 1993 war. Schwengel war auch Gründer und erster Präsident der Republican Heritage Foundation. Er starb am 1. April 1993 in Arlington.